# 杨春兴
杨春兴（1957年—），苗族，中华人民共和国政治人物、第十一届全国政协委员。
加入中国民主建国会，担任十一届全国政协常务委员、贵州省民政厅副厅长。2008年，当选第十一届全国政协常务委员，代表少数民族界，分入第五十组。